# 人頭山
人頭山，又名人斗山，位於台灣高雄市美濃區和旗山區交界的一座山峰，海拔390公尺，山頂設有三等三角點476號，屬玉山山脈尾稜。
在台灣日治時期至1950年代的官方地圖上，該山與西南側標高318公尺的山峰（現為台灣小百岳之一）曾經多次一同被標示為旗尾山。